# Carelmapu aureonitens
Carelmapu aureonitens är en insektsart som beskrevs av Rauno E. Linnavuori och Delong 1977. Carelmapu aureonitens ingår i släktet Carelmapu och familjen dvärgstritar. Inga underarter finns listade i Catalogue of Life.